# Žiar nad Hronom (huyện)
Žiar nad Hronom (tiếng Slovak: okres Žiar nad Hronom) là một huyện thuộc vùng hành chính Banská Bystrica, miền trung Slovakia. Cho đến năm 1918, huyện là một phần của hạt của Tekov, thuộc Vương quốc Hungary.

## Dân số
| Năm            | 1994   | 2004   | 2014   | 2024   |
| -------------- | ------ | ------ | ------ | ------ |
| Số lượng người | 48.435 | 47.803 | 47.736 | 43.345 |
| Sự khác biệt   |        | −1,30% | −0,14% | −9,19% |

| Năm            | 2023   | 2024   |
| -------------- | ------ | ------ |
| Số lượng người | 43.738 | 43.345 |
| Sự khác biệt   |        | −0,89% |

## Đô thị
- Bartošova Lehôtka
- Bzenica
- Dolná Trnávka
- Dolná Ves
- Dolná Ždaňa
- Hliník nad Hronom
- Horná Ves
- Horná Ždaňa
- Hronská Dúbrava
- Ihráč
- Janova Lehota
- Jastrabá
- Kopernica
- Kosorín
- Krahule
- Kremnica
- Kremnické Bane
- Kunešov
- Ladomeská Vieska
- Lehôtka pod Brehmi
- Lovča
- Lovčica-Trubín
- Lúčky
- Lutila
- Nevoľné
- Pitelová
- Prestavlky
- Prochot
- Repište
- Sklené Teplice
- Slaská
- Stará Kremnička
- Trnavá Hora
- Vyhne
- Žiar nad Hronom